# Zonnegloren
Zonnegloren was een sanatorium voor mensen met tuberculose (tbc) en later een ziekenhuis in de gemeente Soest. De behandeling van tbc bestond in de jaren '20 uit rust en kuren in centra met gezonde lucht, zoals op de Veluwe en de Utrechtse Heuvelrug. Zonnegloren lag aan de oostkant langs de Soesterbergsestraat (N413) en ten westen van de Korte Duinen tussen Soest en Soestduinen.

## Geschiedenis
Initiatiefnemer voor het sanatorium was G. Ruys uit Utrecht. In 1921 werd de Christelijke Vereeniging tot Oprichting en Instandhouding van Sanatoria voor Lijders aan Tuberculose opgericht en de buitenplaats Tjemara (Maleis voor den), gelegen in het bos tussen Soest en Soestduinen, voor ruim 70.000 gulden verworven. De Bilthovense architect Hermann Friedrich Mertens ontwierp het sanatorium. Op 13 juli 1927 opende de Minister van Handel, Arbeid en Nijverheid, prof. dr. J.R. Slotemaker de Bruïne, Zonnegloren in het bijzijn van koningin-moeder Emma en vele andere prominenten.
Het sanatorium had eind 1927 al 118 patiënten en groeide gestaag. In 1932 werden er twee lighallen bijgebouwd, in 1957 werden, met een bijdrage van het Koninklijk Huis, een recreatiezaal en een kerk gerealiseerd en in 1966 volgden twee nieuwe paviljoens voor 60 bedden. Koningin Juliana wordt in 1951 beschermvrouwe van Zonnegloren, dat toen ongeveer 400 patiënten had.
Na 1957 daalde het aantal mensen dat in het sanatorium opgenomen moest worden door nieuwe medicijnen en behandelmethodes.  Langzamerhand werd Zonnegloren omgebouwd van sanatorium naar volwaardig ziekenhuis. De erkenning als ziekenhuis kwam in 1963. Achter het ziekenhuis werden in 1967 onder de naam Berkenbos 53 zusterwoningen gebouwd; in 1969 opende de polikliniek en werd het laboratorium uitgebreid. De laatste tuberculosepatiënten verlieten Zonnegloren in 1979 en het Emmapaviljoen, het laatste deel van het sanatorium, sloot in 1984 zijn deuren.
Plannen voor een geheel nieuw ziekenhuis in Soest, onder de naam De Oelte, werden in 1987 door het Ministerie van WVC afgeschoten. Zonnegloren fuseerde in 1991 met het Baarnse ziekenhuis Maarschalksbos tot Medisch Centrum Molendael. Plannen om Zonnegloren en Maarschalksbos onder te brengen in een nieuw gebouw op de grens van Soest en Baarn leden schipbreuk. Maarschalksbos was een redelijk nieuw ziekenhuis waar met beperkte middelen een behoorlijke uitbreiding kon plaatsvinden, wat het einde voor Zonnegloren betekende. In 2002 fuseerde Medisch Centrum Molendael met Ziekenhuis Eemland (waaronder de Amersfoortse ziekenhuizen De Lichtenberg en Elisabeth vielen) tot Meander Medisch Centrum. Meander had anno 2007 vier locaties, waaronder een polikliniek in Soest. De laatste patiënten vertrokken op 9 oktober 1996 definitief uit Zonnegloren. Hierna maakte alleen zorginstelling Abrona uit Soesterberg nog gebruik van enkele delen van het gebouw.

## Sloop
Na de sluiting van Zonnegloren werd het complex voor circa zeven miljoen gulden aangekocht door het joodse psychiatrisch centrum Sinaï dat van Amersfoort naar Soest wilde verhuizen. Plannen voor een golfpark op het terrein waren toen al gesneuveld. Sinaï zag uiteindelijk meer in een vestiging in de buurt van Amsterdam en verkocht Zonnegloren in 1997 aan projectontwikkelaar NBM Amstelland voor ruim acht miljoen gulden. NBM Amstelland had plannen voor een woon-zorgcomplex met 140 woningen op het terrein.
In 1999 ontstonden plannen om Zonnegloren terug te geven aan de natuur en daarvoor gebruik te maken van de regeling Groen voor rood. De gemeente Soest kocht het 26 hectare grote complex uiteindelijk voor vijf miljoen gulden terug van NBM Amstelland. De ontwikkelaar kreeg om zijn verlies te compenseren van de gemeente bouwgaranties op de terreinen van de MAVO Soest en het voormalige zorgcentrum Molenschot aan de Albert Cuijplaan. Tevens mochten op het Zonneglorenterrein nog enkele villa's gebouwd worden. De gemeente financierde de aankoop met geld van een andere projectontwikkelaar, Netjes, die op het terrein van het voormalige Soester Natuurbad, waar nu het Hilton Royal Park hotel en de 9-holes golfbaan ligt, 96 appartementen mocht realiseren. Na aanvankelijke tegenwerking van de Rijksoverheid, keurde Minister van VROM, Henk Kamp deze driehoeksdeal in 2002 goed.
In januari 2000 werden de gebouwen van Zonnegloren (in totaal 16.000 m²) gesloopt. Ook de oude Villa Tjamara viel ten prooi aan de slopershamer, de portierswoning bleef behouden. Enkele oude zusterwoningen aan het Berkenbos waren tot het laatst toe bewoond. Het terrein werd in 2002 definitief teruggegeven aan de natuur. Op de heuvel bij de ingang van het Zonneglorenterrein stond eens Villa Tjamara; vanaf deze heuvel lopen brede lanen in verschillende richtingen. De heuvel met de lanen symboliseren samen een stralende zon: Zonnegloren. Zo wordt de herinnering levend gehouden aan een plek, die voor veel mensen een bijzondere betekenis heeft.

## Trivia
- Schrijver Kees Buddingh’ leed als jonge man van 23 aan tbc en werd in 1942 opgenomen in het Zonnegloren, waar hij begin 1943 het gedicht de Blauwbilgorgel zou schrijven.
- De Soester voetbalclub s.v. V.V.Z. ’49 werd in 1949 opgericht als Voetbal Vereniging Zonnegloren door leden van de personeelsvereniging.
- Radio Soest zond tot de sloop van Zonnegloren uit vanuit een oude lighal voor tbc-patiënten op het Zonneglorenterrein.
- Na sluiting van het ziekenhuis is het orgel uit 1961 geplaatst in de Kruiskerk te Hoofddorp.
- Jan van Steendelaar beschreef in 1996 onder de titel Van Zonnegloren tot Molendael, een bewogen geschiedenis de geschiedenis van Zonnegloren.
- Zonnegloren komt voor in het boek "Hou je taai" van Lieneke Dijkzeul uit 1990